# MiG-1
MiG-1 (ros. МиГ-1), początkowo I-200 – radziecki samolot myśliwski z okresu II wojny światowej, zaprojektowany w biurze Polikarpowa i ukończony przez Mikojana i Guriewicza. Jednomiejscowy jednosilnikowy dolnopłat o konstrukcji mieszanej, z chowanym podwoziem, napędzany silnikiem rzędowym. Wyprodukowany w 1940 roku w liczbie tylko 100 egzemplarzy, został zastąpiony przez produkowaną masowo wersję rozwojową MiG-3. Wszedł do służby jako pierwszy z nowoczesnych radzieckich myśliwców przełomu lat 30. i 40. i służył bojowo w początkowym okresie wojny niemiecko-radzieckiej, w latach 1941–1942. Był pierwszym samolotem noszącym sygnaturę MiG – biura Mikojana i Guriewicza. Podobnie jak MiG-3, osiągał wysoką prędkość na dużych wysokościach, przez co okazał się słabo dostosowany do specyfiki walk na froncie wschodnim, toczonych na niższym pułapie.

## Historia powstania
Pod koniec lat 30. lotnictwo radzieckie odczuwało potrzebę wprowadzenia nowych, szybkich myśliwców w układzie jednopłata, jakie zaczęły powstawać w tym czasie na świecie. Dodatkowego impulsu dodały przeprowadzone w 1938 roku testy zdobytego podczas wojny domowej w Hiszpanii Messerschmitta Bf 109B. W tym czasie w biurze doświadczalno-konstrukcyjnym (OKB) Nikołaja Polikarpowa, będącego konstruktorem wszystkich dotychczasowych myśliwców radzieckich (I-5, I-15, I-153 i I-16), pracowano już nad samolotem I-180 napędzanym silnikiem gwiazdowym. Mimo że był on udaną konstrukcją, szanse na jego produkcję zaprzepaściła katastrofa prototypu w pierwszym locie i dalsze problemy.
Na skutek odbytych na początku 1939 roku kilku spotkań konstruktorów z władzami radzieckimi, z udziałem Stalina, 29 lipca 1939 roku władze sformułowały wymagania konstrukcyjne na nowe myśliwce. Opracowaniem myśliwców nowego pokolenia zajęło się ogółem 12 biur konstrukcyjnych. Także w biurze Polikarpowa, mieszczącym się przy Zakładzie nr 1 w Moskwie, rozpoczęto w 1939 roku prace nad nowym myśliwcem – dolnopłatem I-200 napędzanym silnikiem widlastym. Samolot miał być napędzany nowo opracowywanym silnikiem konstrukcji Mikulina AM-37 o mocy 1450 KM i według założeń osiągać prędkość 670 km/h na wysokości 7000 m. Prace prowadzono pod kierunkiem samego Polikarpowa i z jego inicjatywy, mimo że on sam był zwolennikiem silników gwiazdowych. Autorem projektu przedwstępnego i wiodącym konstruktorem I-200 został N. Andrianow. Samolot konstruowano z zamiarem umieszczenia jego produkcji w Zakładzie nr 21, stąd tylną część kadłuba zaprojektowano skorupową ze sklejki, w technologii opanowanej przez ten zakład (podobnie jak I-16). Do jesieni 1939 roku projekt wstępny był prawie gotowy, lecz Polikarpow zamierzał wnieść dalsze poprawki (głównie w celu zmniejszenia powierzchni nośnej, co miało jeszcze zwiększyć prędkość samolotu), więc prowadzonych prac początkowo nie ujawniano Ludowemu Komisariatowi (ministerstwu) Przemysłu Lotniczego (NKAP).
Nowy projekt ujawniono dopiero w celu podtrzymania produkcji samolotów Polikarpowa w Zakładzie nr 1, pod nieobecność generalnego konstruktora, spowodowaną wysłaniem go przez władze w październiku 1939 roku w składzie delegacji zwiedzającej niemieckie fabryki lotnicze. Ministerstwo oceniło projekt pozytywnie i poleciło jego dalszy rozwój, powierzając go nowo utworzonemu 8 grudnia 1939 roku przez dyrekcję Zakładu nr 1 Oddziałowi Doświadczalno-Konstrukcyjnemu (OKO). Kierownictwo oddziału, przekształconego następnie  w samodzielne biuro konstrukcyjne, powierzono młodemu konstruktorowi Artiomowi Mikojanowi, którego zastępcą został bardziej doświadczony Michaił Guriewicz, dotychczasowy zastępca Polikarpowa. Zbiegło się to w czasie z popadnięciem Polikarpowa w niełaskę u władz państwa i utratą jego pozycji jako wiodącego konstruktora myśliwców w ZSRR. Sam Polikarpow utracił wpływ na dalszy rozwój I-200, przy tym, z uwagi na czas, zrezygnowano z postulowanych przez niego zmian i dopracowano projekt w pierwotnym kształcie. W pośpiechu dokumentację ukończono jeszcze w lutym 1940 roku, a do 30 marca, przed wyznaczonym terminem, ukończono prototyp.
Pierwszy prototyp oblatał 5 kwietnia 1940 roku w Chodynce pilot doświadczalny Arkadij Jekatow. Z powodu braku niedopracowanych jeszcze silników AM-37, prototypy otrzymały nieco słabszy, również nowo opracowany silnik Mikulina AM-35A o mocy 1350 KM. Pierwszy nieuzbrojony prototyp osiągnął podczas prób fabrycznych wysoką prędkość 648,5 km/h. Już 1 maja 1940 roku wziął on udział w paradzie lotniczej w Moskwie. 9 maja 1940 roku oblatano drugi prototyp, a 6 czerwca trzeci, z zamontowanym docelowym uzbrojeniem w postaci 1 wkm kalibru 12,7 mm i 2 km kalibru 7,62 mm w kadłubie (różnił się on od samolotów seryjnych skrzydłami konstrukcji metalowej). Będąc pod wrażeniem dużej szybkości samolotu oraz entuzjastycznej opinii oblatywacza Stiepana Supruna, NKAP skierował 31 maja samolot do produkcji w Zakładzie nr 1, z dostępnym silnikiem AM-35A, i zlecił produkcję 125 sztuk jeszcze przed przeprowadzeniem prób państwowych, a nawet przed zakończeniem prób fabrycznych. Jednocześnie, w dalszym ciągu dokonywano poprawek konstrukcji, głównie w zakresie systemu chłodzenia. 18 sierpnia 1940 roku samolot został zaprezentowany publicznie na pokazach lotnictwa w Tuszynie. Po próbach fabrycznych, 12 września 1940 roku prototypy nr 2 i 3 ukończyły pomyślnie próby państwowe, przechodząc je za pierwszym podejściem jako jedyne z myśliwców radzieckich nowej generacji, co świadczyło o poziomie konstrukcji biura Polikarpowa (z pozostałych nowych myśliwców, ŁaGG-3 skierowano do poprawienia, a Jak-1 w ogóle nie zaliczył prób za pierwszym razem). Podczas tych prób prototyp osiągnął prędkość 628 km/h na wysokości 7200 m (przeliczoną na 636 km/h na 7600 m). Nakazano jednak poprawić w toku produkcji m.in. stateczność podłużną i poprzeczną samolotu oraz wzmocnić uzbrojenie, co zostało ostatecznie częściowo zrealizowane w jego wersji rozwojowej.
W październiku 1940 roku władze wojskowe zażądały zwiększenia zasięgu wszystkich nowych myśliwców, w tym I-200, do 1000 km przy prędkości 90% maksymalnej, co doprowadziło do powstania samolotu MiG-3. Konstrukcję I-200 zmodyfikowano przez umieszczenie dodatkowego zbiornika paliwa o pojemności 250 litrów pod kabiną pilota, co wymagało przesunięcia silnika o 10 cm do przodu i wydłużenia kadłuba dla zachowania wyważenia. Zastosowano też nową chłodnicę cieczy pod kadłubem, którą przesunięto nieco w przód, gdyż tylną część powiększonej osłony zajął wystający w dół zbiornik paliwa. Zwiększono ponadto kąt wzniosu skrzydeł z 5° do 6°, co polepszyło stateczność poprzeczną. Zmiany przetestowano na czwartym prototypie oblatanym 29 października 1940 roku.

## Produkcja
Pierwsze seryjne I-200 wyprodukowano w październiku 1940 roku. 7 listopada siedem samolotów i dwa prototypy wzięły udział w defiladzie z okazji rocznicy rewolucji październikowej. 9 grudnia 1940 roku, w związku z nowym systemem nazewnictwa samolotów radzieckich od inicjałów konstruktorów, w którym myśliwcom przydzielono liczby nieparzyste, pierwsze 100 sztuk seryjnych I-200 zostało oznaczonych MiG-1, a dalsze zmodyfikowane samoloty, ze zwiększonym zapasem paliwa, MiG-3. Nowy sposób nadawania nazw zastąpił system, według którego samoloty otrzymywały oznaczenie zgodne z przeznaczeniem (I-200 pochodzi od słowa istriebitiel – myśliwiec). Przy uruchamianiu produkcji samolot otrzymał wewnątrzzakładowe oznaczenie „wyrób (izdielije) 61”, stąd czasami w niemieckich dokumentach oznaczany był błędnie jako I-61. Pierwszych osiem seryjnych MiG-1 miało osłonę kabiny otwieraną na bok, jednak ze względu na problemy z jej przewietrzaniem w locie, w dalszych samolotach zastosowano osłonę odsuwaną do tyłu. MiG-1 nosiły numery seryjne od 2001 do 2100, a dalsze numery od 2101 nosiły MiG-3.
W 1940 roku w Zakładzie nr 1 wyprodukowano wszystkie 100 sztuk MiG-1, chociaż według innych informacji, do końca roku powstały tylko 92 MiG-1 (na 111 samolotów obu modeli). Proces odbioru ich przez wojsko przeciągnął się do 1941 roku. Równolegle prowadzona była masowa produkcja i ulepszanie myśliwców MiG-3.

## Użycie
Samoloty MiG-1 były stosunkowo nieliczne i dzieliły los kilkakrotnie liczniejszych myśliwców MiG-3, będąc na uzbrojeniu tych samych jednostek, stąd publikacje czasem nie wyróżniają ich osobno. MiG-1 wszedł jako pierwszy do służby – w grudniu 1940 roku skierowano je na próby wojskowe w Kaczyńskiej Szkole Lotniczej na Krymie, prowadzone przez 41 Pułk Myśliwski. Samoloty MiG obu wersji zaczęły być kierowane do jednostek liniowych od samego początku 1941 roku, przede wszystkim do pułków myśliwskich zachodnich okręgów wojskowych, a także nad Morze Czarne. Jako pierwsze MiG-1 otrzymały 31 Pułk Myśliwski (IAP) w Kownie i 41 Pułk w Białymstoku. Szkolenie pilotów na nowym typie szło jednak znacznie wolniej. Borykali się oni także z problemami związanymi z niedopracowaniem samolotu i silnika (dostarczanego przez Zakład nr 24), które rozwiązywano w ciągu pierwszych miesięcy 1941 roku. 1 marca 1941 stan MiG-1 w lotnictwie wojskowym w europejskiej części ZSRR sięgnął 74 sztuk, a 1 maja – 95. Oba typy myśliwców MiG łącznie stanowiły najliczniejsze nowe myśliwce w momencie ataku niemieckiego 22 czerwca 1941 roku. Trzy tygodnie przed nim, 1 czerwca w lotnictwie było 77 MiG-1 (w tym 55 sprawnych) i 845 lub 743 MiG-3, nie licząc myśliwców marynarki wojennej. Z tego, MiG-1 znajdowały się tylko w przygranicznych okręgach wojskowych: Przybałtyckim OW (31), Zachodnim OW (37), Odeskim OW (8) i Kijowskim OW (1).
Oba typy myśliwców MiG, podobnie jak inne radzieckie samoloty, poniosły wielkie straty w dwóch pierwszych dniach niemieckiej zmasowanej kampanii powietrznej – 24 czerwca pozostały w czterech zachodnich okręgach tylko 234 MiGi obu typów, ponadto ok. 150 w okręgu odeskim, z 917 posiadanych. Większość została zniszczona w nalotach na lotniska, przy tym uszkodzone samoloty musiały być porzucane z powodu szybkich postępów Niemców, chaosu, braku możliwości ewakuacji i braku części zamiennych, a nawet braku źródeł sprężonego powietrza do zapuszczania silników. Dochodziło też do walk powietrznych, w których MiG-i w początkowym okresie ponosiły najczęściej straty, choć zdarzały się także zwycięstwa, głównie nad bombowcami. Szczególnie duże straty poniosła 9 Mieszana Dywizja Lotnicza, rozbita 25 czerwca, walcząca w rejonie Ostrów Mazowiecka – Białystok, w skład której wchodziło 37 MiG-1. Brak jest w literaturze danych odnoszących się konkretnie do strat i działań MiG-1 w lotnictwie frontowym, jednakże z uwagi na ich niewielką liczbę i zakończenie produkcji, nieliczne ocalałe samoloty tego typu z okręgów nadgranicznych wkrótce się wykruszyły i nie są później wymieniane. Na Froncie Południowym (byłym okręgu odeskim) straty na ziemi były najmniejsze i MiG-i działały tam w ciągu pierwszych kilku dni najintensywniej, w tym przeciw lotnictwu rumuńskiemu; było tam jednak niewiele MiG-1. Przyczynami strat w walkach z myśliwcami było w głównej mierze słabsze wyszkolenie radzieckich pilotów, zwłaszcza taktyczne, brak doświadczenia większości z nich oraz słabe opanowanie nowego myśliwca przez część pilotów, poza tym MiG-i generalnie ustępowały nowym niemieckim myśliwcom.
Oprócz lotnictwa frontowego, nieliczne MiG-1 już po wybuchu wojny z Niemcami trafiły do lotnictwa Wojsk Obrony Powietrznej (PWO), przede wszystkim  obrony Moskwy (6 Korpus Lotnictwa Myśliwskiego – 6. IAK), gdzie dołączyły do MiG-3. W grudniu 1940 roku pozostał tam jeden MiG-1, w 27. Pułku Lotnictwa Myśliwskiego.
Od początku wojny niemiecko-radzieckiej MiG-i obu typów były też używane w lotnictwie morskim bazowania naziemnego, głównie we Flocie Bałtyckiej i Czarnomorskiej, gdzie uczestniczyły w walkach. Między innymi, 5 Pułk Lotnictwa Myśliwskiego Floty Bałtyckiej 22 czerwca 1941 roku posiadał 6 samolotów MiG-1. Dwa MiG-1 wchodziły na początku 1942 roku w skład 12. Eskadry chroniącej porty nad jeziorem Ładoga. Dwa MiG-1 przetrwały we Flocie Bałtyckiej do maja 1943 roku, po czym były używane do holowania celów, a następnie w tym jeszcze roku przekazane Flocie Oceanu Spokojnego, gdzie nie były już używane bojowo.
Żaden MiG-1 nie zachował się do tej pory (jedynie w 2000 roku odnaleziono rozbity MiG-3, a następnie części innych MiG-3).

## Ocena konstrukcji
Ocena samolotu MiG-1 jest niejednoznaczna, podobnie jak szerzej znanego modelu MiG-3. Należy mieć na uwadze, że wszedł on do służby w pośpiechu, jako pierwszy z nowoczesnych radzieckich myśliwców okresu II wojny światowej. Spora awaryjność MiGów była związana z pospiesznym wprowadzeniem samolotu i jego silnika do produkcji, przed całkowitym dopracowaniem, lecz była mimo to mniejsza, niż prostszych w pilotażu ŁaGG-3. Nie zdołano także przed wejściem do służby poprawić wad samolotu, głównie trudnego pilotażu. Dalsze ulepszanie konstrukcji przebiegało już w toku rozwoju zmodyfikowanego MiG-3. Sama zasadność modyfikacji polegającej na zwiększeniu zapasu paliwa i powstaniu wariantu MiG-3 bywa jednak krytykowana, gdyż na skutek zwiększenia masy całkowitej o 240 kg pogorszyła się prędkość i zwrotność samolotu. Zdaniem niektórych autorów, duży zapas paliwa miał służyć głównie do eskortowania przyszłościowych bombowców dalekiego zasięgu, które w tym czasie jeszcze nie powstały; w konsekwencji loty myśliwców na takie odległości były sporadyczne, a bardziej praktyczne byłoby zastosowanie odrzucanych dodatkowych zbiorników paliwa (stosowanych już wcześniej w ZSRR). W toku rozwoju myśliwca MiG-3 objętość zbiorników wewnętrznych była zresztą stopniowo zmniejszana w kolejnych partiach produkcyjnych. Seryjny MiG-3 osiągał co prawda prędkość tylko o kilkanaście km/h niższą od MiG-1, jednak spadła także prędkość wznoszenia. Nieco pogorszyła się też stateczność i wzrosły siły działające na ster wysokości, powodując, że sterowanie było trudniejsze. Ogólnie MiG-3 (w nieco tylko mniejszym stopniu MiG-1) charakteryzowało ciężkie sterowanie w obu płaszczyznach przy prędkościach ponad 350 km/h, utrudniające szybkie manewry.
Wbrew opiniom spotykanym w publikacjach, MiG nie był projektowany jako myśliwiec przechwytujący ani wysokościowy, lecz według radzieckiej terminologii, myśliwiec frontowy. Mimo wysokiej prędkości maksymalnej, charakterystyki lotne MiG-ów okazały się jednak niedostosowane do specyfiki walk na froncie wschodnim. Silnik AM-35A rozwijał co prawda większą moc, niż stosowany w pozostałych nowych myśliwcach radzieckich M-105, ale na większych wysokościach; był przy tym ok. 200 kg cięższy. Podczas badań MiG-1 osiągnął nad ziemią prędkość maksymalnie 486 km/h, a na wysokości 7200 m – 628 km/h. Jednakże, przyszłość pokazała, że walki powietrzne na froncie wschodnim toczyły się głównie na małych wysokościach (do 3500 m). Lepiej opisany w literaturze pod tym względem jest MiG-3, który na tych wysokościach osiągał prędkość zbliżoną do Jak-1 i Messerschmitta Bf 109E i nieco lepszą od ŁaGG-3, lecz mniejszą od Bf 109F. Na małych wysokościach MiG-3 miał jednak gorszą prędkość wznoszenia od tych myśliwców, poza ŁaGG-3. Dopiero na dużych wysokościach (ok. 6000 m) jego prędkość maksymalna i prędkość wznoszenia zbliżała się do Bf 109F. Zasadnicze charakterystyki MiG-1 były podobne, aczkolwiek podkreśla się, że dzięki mniejszej masie, miał on przewagę nad starszym modelem niemieckiego Bf 109E w prędkości i zwrotności w poziomie, chociaż nie w pionie. MiG-1 miał słabszą manewrowość w poziomie od ŁaGG-3 i oceniano, że na małych wysokościach w walce między tymi samolotami powinien zwyciężyć ŁaGG-3. Wobec tego, oraz trudnego pilotażu, decyzja o produkcji MiG-ów bywa uznawana przez niektórych autorów za błąd. Mimo że nie sprawdziły się nadzieje na przewyższanie osiągami nowych niemieckich myśliwców, MiGi były jednak nowoczesnymi samolotami, skutecznymi zwłaszcza przeciw bombowcom. Osobnym problemem, w mniejszym stopniu związanym z samolotem, było słabsze wyszkolenie taktyczne i pilotażowe oraz brak doświadczenia radzieckich pilotów, co było o tyle istotne, że MiG był samolotem stosunkowo trudnym w pilotażu i wymagającym dobrych pilotów.
Krytykowane jako słabe było uzbrojenie MiG-a – salwa sekundowa podstawowego wariantu uzbrojonego w 1 wkm BS o szybkostrzelności 900 strz./min i 2 km SzKAS miała masę jedynie 1,2 kg (z wczesnym modelem wkm BS o szybkostrzelności 750 strz./min – 1,08 kg; podawana jednak jest także dla MiG-1 wartość 0,948 kg). Krytykowana była także jakość celownika kolimatorowego.

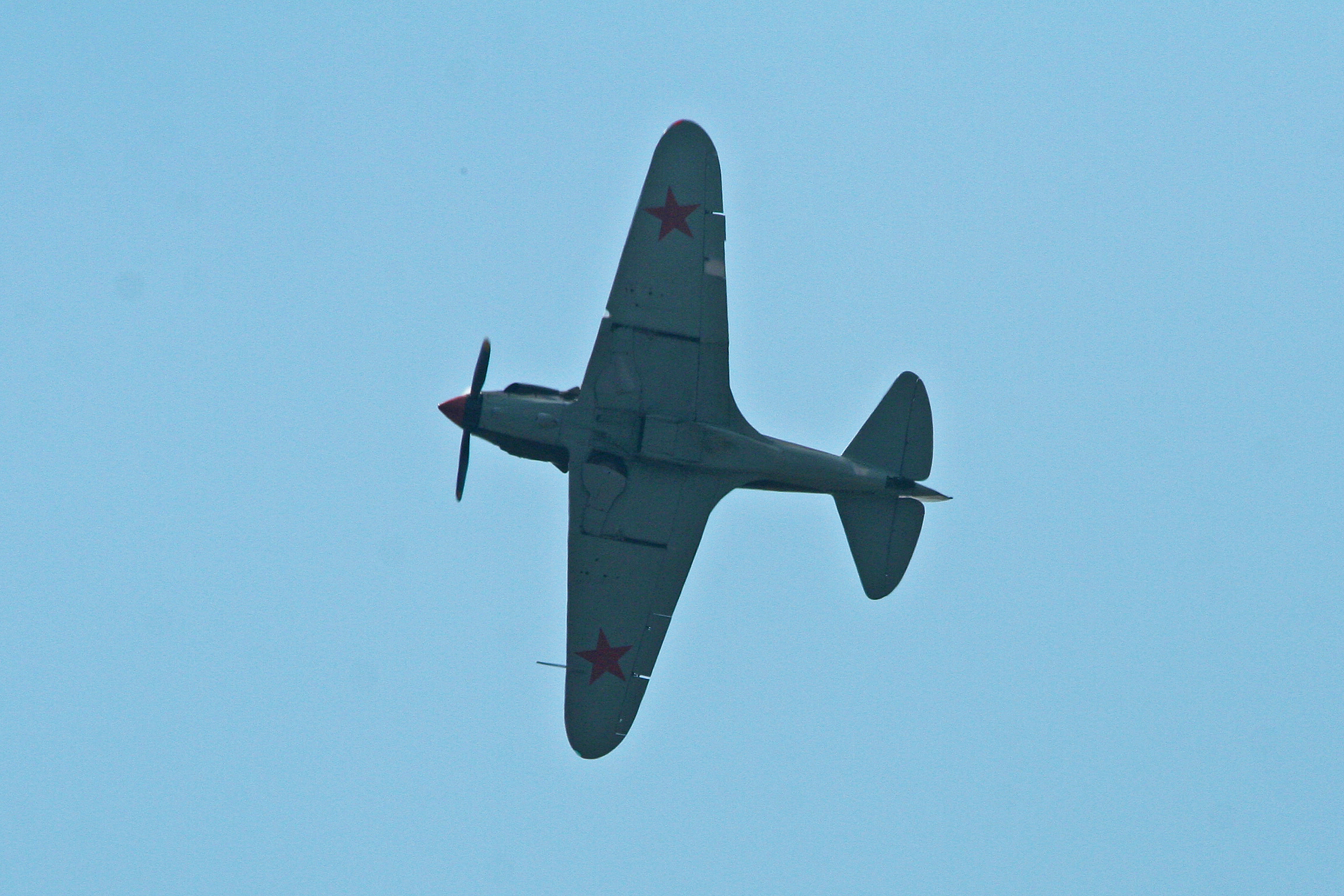
Sylwetka od dołu (MiG-3)

Piloci często latali z otwartymi kabinami z powodu słabej widoczności zza długiej maski silnika i zabryzgiwania wiatrochronu olejem, co zmniejszało prędkość o 18–27 km/h. Ponadto, w kabinie bywało gorąco od chłodnicy silnika. Przyczyną latania z otwartą kabiną było też to, że utrudnione było odsunięcie osłony w locie, zwłaszcza przy większych prędkościach, np. w celu opuszczenia samolotu. Prędkość maksymalna była dodatkowo redukowana przez często słabe wykończenie powierzchni (chropowatość farb). Wadą usuniętą dopiero na MiG-3 pod koniec produkcji był brak szyby pancernej wiatrochronu. Zaletą MiG-1 była natomiast dobra technologiczność budowy i remontów, wynikająca z przemyślanej pod tym względem konstrukcji, składającej się z osobnych podzespołów, przewyższająca pod tym względem inne nowe myśliwce radzieckie (np. zewnętrzne części skrzydeł były demontowane). Resurs silnika AM-35A natomiast wynosił początkowo tylko 50 godzin. Krytykowane było stosowane śmigło WISz-22Je, jako słabo dostosowane do użytego silnika, ze zbyt małym zakresem zmiany skoku, przez co m.in. podczas nurkowania śmigło kręciło się szybciej, niż wał silnika. Nie najlepiej dobrany był reduktor silnika, o stopniu 0,902 – doświadczalny MiG-1 (nr 2020) z przełożeniem 0,732 osiągnął prędkość 657 km/h, jednakże synchronizatory uzbrojenia nie były przystosowane do takiego reduktora.

## Wersje doświadczalne
Wariantem I-200 był IP-201 (istriebitiel puszecznyj, myśliwiec armatni), ze wzmocnionym uzbrojeniem w postaci nowo opracowanych dwóch działek MP-6 kalibru 23 mm w gondolach pod skrzydłami i dwóch wkm kalibru 12,7 mm AP-12,7 w kadłubie (pierwotnie planowano dwa działka MP-3 tego kalibru z zapasem po 60 nabojów oraz dwa km-y SzKAS kalibru 7,62 mm). Zbudowany został na bazie trzeciego prototypu I-200 i oblatany 1 grudnia 1940 roku. Wiosną 1941 roku program IP-201 jednak przerwano z uwagi na represje wobec konstruktorów jego uzbrojenia, J. Taubina i M. Baburina, wiążące się z „karnym” anulowaniem jego rozwoju.
Od grudnia 1940 roku prowadzono na drugim prototypie I-200 próby zastosowania pierwotnie przewidzianego silnika AM-37. Dla zwiększenia mocy silnika, jego konstruktor A. Mikulin zastosował w nim, jako jeden z pierwszych, dodatkową wodną chłodnicę międzystopniową powietrza dostarczanego przez sprężarkę (ang. intercooler). Chłodnice wody intercoolera znajdowały się po bokach silnika, w miejscu chłodnicy oleju, którą przeniesiono pod silnik. Samolot otrzymał śmigło WiSZ-61AP. Nieuzbrojony prototyp z silnikiem AM-37 został oblatany 6 stycznia 1941 roku, lecz w trakcie prób 7 maja 1941 roku został rozbity przy lądowaniu. Do prób silnika AM-37 powrócono później na MiG-3, lecz ostatecznie wariant ten nie wszedł do produkcji.
Dalsze warianty doświadczalne samolotu oparte już były na konstrukcji MiG-3.

## Opis

### Konstrukcja

Silnik AM-35A eksponowany w MLP w Krakowie

Jednosilnikowy wolnonośny dolnopłat konstrukcji mieszanej, z zakrytą kabiną i chowanym podwoziem, w układzie klasycznym. Silnik w nosie kadłuba, napędzający śmigło ciągnące. Kadłub w przedniej i środkowej części był kratownicowy stalowy, pokryty zdejmowanymi blachami duralowymi (mocowanymi na zamkach). W ogonowej części kadłub wraz ze statecznikiem pionowym konstrukcji skorupowej, z pokryciem z pięciu warstw sklejki brzozowej (wg innych źródeł, konstrukcji półskorupowej). Długość wynosiła 8,155 m, rozpiętość skrzydeł 10,2 m, a wysokość 3,3 m.
Skrzydło było trzyczęściowe: centropłat konstrukcji duralowej z elementami stalowymi, pokryty blachą duralową, zewnętrzne części odejmowane, konstrukcji drewnianej, pokryte sklejką. Powierzchnia nośna płata wynosiła 17,44 m². Skrzydło miało profil Clark YH, o grubości względnej zmniejszającej się z 14% do 8%. Płaty miały niewielki wznios 5° i wydłużenie 5,97. Skrzydła wyposażone były w klapy, czteroczęściowe, o powierzchni 2,09 m² (dwie pod centropłatem i pod częściami zewnętrznymi). Lotki miały powierzchnię łączną 1,145 m². Statecznik poziomy całkowicie metalowy (duralowy), stery i lotki metalowe pokryte płótnem. Rozpiętość statecznika poziomego wynosiła 3660 km. Statecznik pionowy miał powierzchnię 1,527 m², w tym ster kierunku 0,913 m², a statecznik poziomy 3,105 m², w tym ster wysokości 1,446 m². Masa własna samolotu wynosiła 2411 kg, a masa startowa 3099 kg.
Kabina pilota umiejscowiona za środkiem kadłuba, przykryta trzyczęściową osłoną ze szkła organicznego, ze stałym wiatrochronem i częścią środkową nad pilotem odsuwaną do tyłu (poza pierwszymi ośmioma samolotami z częścią środkową odchylaną na bok). Wiatrochron był gięty z jednego płata pleksiglasu. Nieruchoma część osłony za pilotem mogła być zrzucona przy awaryjnym opuszczaniu samolotu, wraz z częścią środkową. Kabina miała z przodu przegrodę przeciwpożarową i z tyłu płytę pancerną grubości 8 mm. Pilot miał optyczny celownik kolimatorowy PBP-1. Samoloty wyposażone były w odbiorniki radiostacji RSI-3 o zasięgu do 150 km. Przed kabiną, po prawej stronie, znajdował się maszt antenowy. Po obu stronach silnika tunele chłodnic oleju, pod kabiną pilota chłodnica cieczy chłodzącej silnik.
Podwozie samolotu klasyczne, z kółkiem ogonowym, chowane w locie pneumatycznie (główne golenie z pojedynczymi kołami, o rozstawie 2,8 m, wciągane w skrzydła w kierunku do kadłuba. Podwozie było całkowicie zakrywane pięcioczęściowymi klapami, zamocowanymi na goleniach, z tego dwie części były zamocowane na stałe, a trzy ruchome (dwie części połączone harmonijkowo w celu skompensowania ugięcia amortyzatora i osłona dolnej części koła). Klapa zakrywająca dolną część koła była przymocowana do goleni i przy rozłożonym podwoziu odchylała się na bok (stanowiło to widoczną różnicę w stosunku do MiG-3, w którym klapa ta była mocowana do centropłata, a osłony miały inny kształt). Koła o rozmiarach 600 × 180 mm. Kółko ogonowe z litej gumy o rozmiarach 170 × 90 mm, zakrywane w pozycji schowanej podwójną klapą.

### Napęd
Silnik: konstrukcji Mikulina AM-35A, 12-cylindrowy w układzie V, moc startowa 1350 KM, moc nominalna 1200 KM na wysokości 6000 m. Silnik posiadał reduktor obrotów o stopniu redukcji 0,902. Śmigło trójłopatowe o zmiennym skoku WISz-22Je średnicy 3 m (zakres zmiany skoku 20°). Silnik uruchamiany był sprężonym powietrzem. Paliwo stanowiła benzyna o liczbie oktanowej 95. Paliwo mieściło się w zbiorniku kadłubowym (za silnikiem) o pojemności 109 l i dwóch zbiornikach w centropłacie pojemności 150 l (prawy) i 145 l (lewy). Masa paliwa wynosiła 266 kg. W pierwszych seriach zbiorniki nie były pokryte masą uszczelniającą.
Prędkość maksymalna wynosiła 628 km/h na wysokości 7200 m, a 486 km/h nad ziemią. Maksymalna prędkość wznoszenia wynosiła 16,8 m/s. Czas wznoszenia na wysokość 5000 m wynosił 5,3 minuty. Na wysokości 1000 m pełny zakręt zabierał 20–22,3 sekundy. Pułap praktyczny wynosił 12 000 m. Zasięg wynosił 560 km. Prędkość lądowania wynosiła 141 km/h, długość rozbiegu 268 m, a dobiegu 400 m.

### Uzbrojenie
Uzbrojenie MiG-1 stanowił 1 wielkokalibrowy karabin maszynowy BS kalibru 12,7 mm i 2 karabiny maszynowe SzKAS kalibru 7,62 mm, zsynchronizowane, w nosie kadłuba, nad silnikiem. Zapas nabojów wynosił 300 na wkm i po 750 na km.
Oprócz uzbrojenia strzeleckiego, MiG-1 mógł przenosić łącznie do 200 kg bomb na czterech zamkach podskrzydłowych, przy tym maksymalnie można było przenosić bomby o masie 100 kg. Przewidziano także wyrzutnie podskrzydłowe dla 6 niekierowanych pocisków rakietowych RO-82 lub ich wersji.